# Merbau (Mendahara)
Merbau is een bestuurslaag in het regentschap Tanjung Jabung Timur van de provincie Jambi, Indonesië. Merbau telt 2769 inwoners (volkstelling 2010).